# لمنة يابانية
لمنة يابانية (الاسم العلمي:Lemna japonica) هي نوع من النباتات يتبع جنس اللمنة من الفصيلة اللوفية.